# Voisenon (Seine-et-Marne)
Pour les articles homonymes, voir Voisenon.
Voisenon (prononcé [vwazənɔ̃] ) est une commune française située à trente-neuf kilomètres au sud-est de Paris dans le département de Seine-et-Marne en région Île-de-France.
Petit village francilien en proche banlieue melunaise, Voisenon fut longtemps connu pour son abbaye royale du Jard fondée au XIIe siècle puis pour l’illustre personnage local, Claude-Henri de Fusée de Voisenon, abbé et académicien. Aujourd’hui encore majoritairement consacré à la grande culture céréalière, situé aux portes de Melun, le village bénéficie des commodités de l’agglomération en préservant un cadre champêtre.

## Géographie

### Situation
| Type d’occupation           | Pourcentage | Superficie (en hectares) |
| --------------------------- | ----------- | ------------------------ |
| Espace urbain construit     | 11,0 %      | 37,73                    |
| Espace urbain non construit | 4,8 %       | 16,46                    |
| Espace rural                | 84,1 %      | 287,28                   |
| Source : Iaurif             |             |                          |

Voisenon est située au sud du département de Seine-et-Marne, dans la région naturelle de Brie et l’agglomération parisienne. La commune occupe un territoire de trois cent trente-six hectares étagé de soixante-neuf à quatre-vingt-seize mètres d’altitude, traversé d’ouest en est par le rû du Jard. Seulement 11 % du territoire est effectivement construit et 84 % conservent un caractère rural composé de champs au nord, à l’est et au sud et de bois à l’ouest dans le parc des châteaux. L’Institut national de l'information géographique et forestière donne les coordonnées géographiques 48° 34′ 07″ N, 2° 39′ 54″ E au point central de ce territoire. Traversée par la route départementale 82, la commune est desservie par trois lignes du réseau de bus TRAM de l’agglomération melunaise.
Voisenon est située à trente-neuf kilomètres au sud-est de Paris-Notre-Dame, point zéro des routes de France, à seulement trois kilomètres au nord de Melun, dix-neuf kilomètres au nord de Fontainebleau, trente-et-un kilomètres au sud de Torcy, quarante-six kilomètres au sud-ouest de Meaux, quarante-sept kilomètres à l’ouest de Provins.

### Communes limitrophes
Le territoire de Voisenon est relativement peu étendu, le sud de la commune est limitrophe de la préfecture Melun, séparée par un chemin rural, du sud-est au nord-est, la commune de Rubelles entoure le village, le nord est séparé dans les champs de Montereau-sur-le-Jard. Au nord-ouest se trouve le hameau de Pouilly-le-Fort, dépendant de Vert-Saint-Denis à l’ouest.
La commune compte 41 voies dont 18 lieux-dits administratifs répertoriés.

### Géologie et relief
Le territoire de Voisenon est relativement plat, il s’étage entre soixante-neuf mètres au sud-est vers le confluent du Jard et de l’Almont et quatre-vingt-seize mètres au nord-est à proximité du hameau de Pouilly-le-Fort. Le rû du Jard marque un creuset entre deux mottes, au nord cultivée et au sud couverte par le bois du château.
La commune est classée en zone de sismicité 1, correspondant à une sismicité très faible.

### Hydrographie

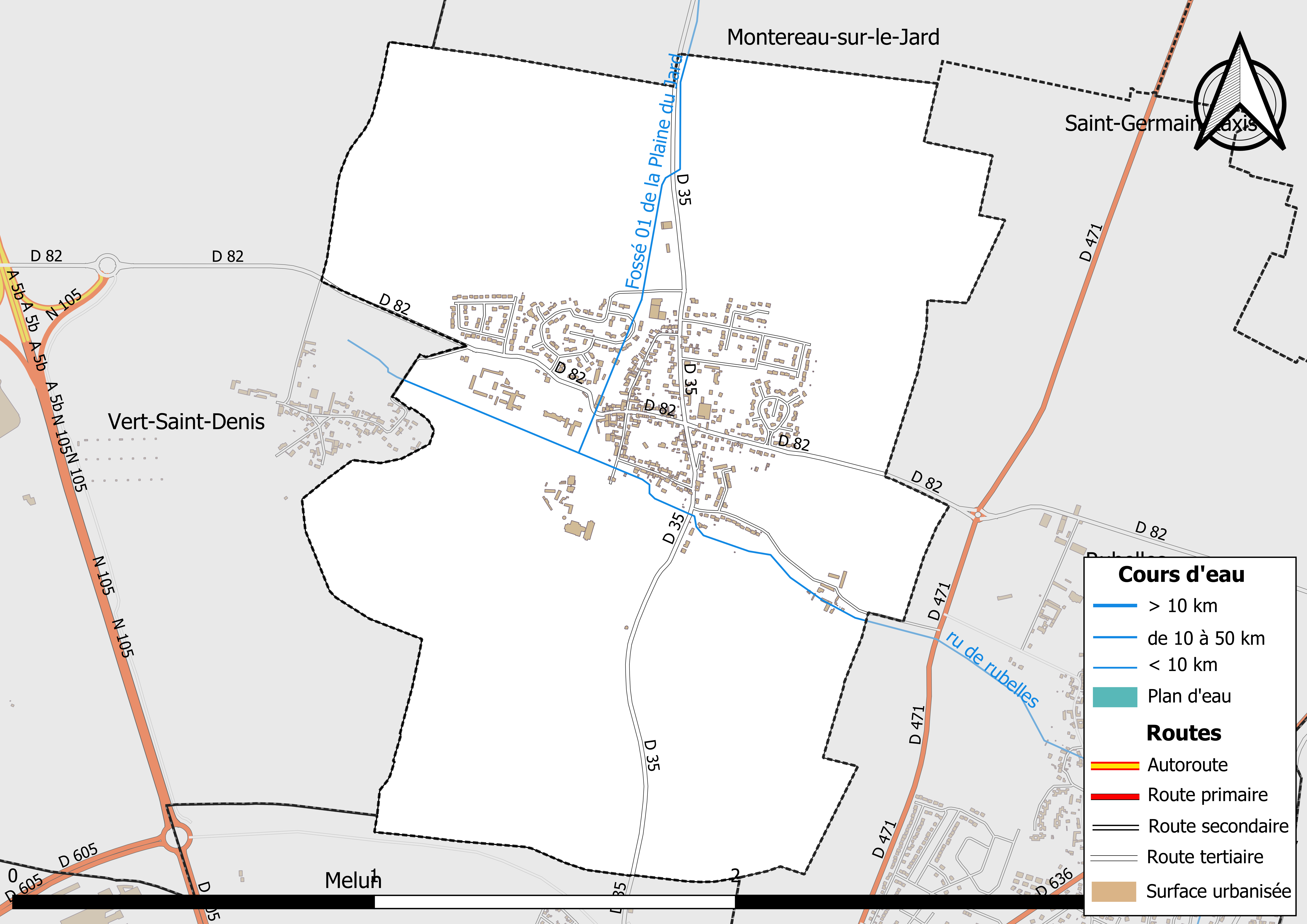
Carte des réseaux hydrographique et routier de Voisenon.

Le système hydrographique de la commune se compose de deux cours d'eau référencés :
- le ru du Jard ou cours d'eau 01 des Trois Moulins ou ru de rubelles, 4,18 km[5], coule d’ouest en est. Il prend sa source dans la commune voisine de Vert-Saint-Denis, traverse le nord du parc du château de Voisenon, alimente un ancien moulin à eau avant d’entrer sur le territoire de Rubelles où il se jette dans l’Almont ;
  - le fossé 01 de la Plaine du Jard, canal de 1,37 km[6], qui se jette à Voisenon dans le ru du Jard.

La longueur totale des cours d'eau sur la commune est de 2,7 km.

### Climat
Pour des articles plus généraux, voir Climat de l'Île-de-France et Climat de Seine-et-Marne.
En 2010, le climat de la commune est de type climat océanique dégradé des plaines du Centre et du Nord, selon une étude du CNRS s'appuyant sur une série de données couvrant la période 1971-2000. En 2020, Météo-France publie une typologie des climats de la France métropolitaine dans laquelle la commune est exposée à un climat océanique altéré et est dans la région climatique Sud-ouest du bassin Parisien, caractérisée par une faible pluviométrie, notamment au printemps (120 à 150 mm) et un hiver froid (3,5 °C).
Pour la période 1971-2000, la température annuelle moyenne est de 11,1 °C, avec une amplitude thermique annuelle de 15,4 °C. Le cumul annuel moyen de précipitations est de 704 mm, avec 10,8 jours de précipitations en janvier et 7,7 jours en juillet. Pour la période 1991-2020, la température moyenne annuelle observée sur la station météorologique la plus proche, située sur la commune de Montereau-sur-le-Jard à 2 km à vol d'oiseau, est de 11,6 °C et le cumul annuel moyen de précipitations est de 657,9 mm,. Pour l'avenir, les paramètres climatiques de la commune estimés pour 2050 selon différents scénarios d'émission de gaz à effet de serre sont consultables sur un site dédié publié par Météo-France en novembre 2022.
| Mois                                  | jan.             | fév.             | mars             | avril           | mai             | juin           | jui.          | août           | sep.           | oct.            | nov.            | déc.             | année      |
| ------------------------------------- | ---------------- | ---------------- | ---------------- | --------------- | --------------- | -------------- | ------------- | -------------- | -------------- | --------------- | --------------- | ---------------- | ---------- |
| Température minimale moyenne (°C)     | 1,6              | 1,4              | 3,4              | 5,4             | 9               | 12,1           | 13,9          | 13,7           | 10,7           | 8,1             | 4,5             | 2,2              | 7,2        |
| Température moyenne (°C)              | 4,2              | 4,9              | 7,9              | 10,8            | 14,3            | 17,5           | 19,8          | 19,6           | 16             | 12,2            | 7,6             | 4,7              | 11,6       |
| Température maximale moyenne (°C)     | 6,9              | 8,3              | 12,5             | 16,2            | 19,7            | 23             | 25,6          | 25,5           | 21,4           | 16,3            | 10,6            | 7,3              | 16,1       |
| Record de froid (°C) date du record   | −19,8 17.01.1985 | −19,7 14.02.1956 | −10,3 12.03.1958 | −4,6 12.04.1986 | −2,1 07.05.1957 | 1,6 04.06.1975 | 4 08.07.1954  | 3,5 31.08.1986 | 0,4 24.09.1947 | −4,8 29.10.1985 | −9,3 24.11.1998 | −14,8 29.12.1964 | −19,8 1985 |
| Record de chaleur (°C) date du record | 16,9 05.01.1999  | 21,2 24.02.21    | 25,6 25.03.1955  | 29,5 30.04.1994 | 31,6 28.05.17   | 36,8 27.06.11  | 41,9 25.07.19 | 38,9 12.08.03  | 34,4 15.09.20  | 29,4 01.10.1985 | 22,1 07.11.15   | 17,6 07.12.00    | 41,9 2019  |
| Ensoleillement (h)                    | 595              | 829              | 1 429            | 1 882           | 2 163           | 2 261          | 2 347         | 2 253          | 1 804          | 1 185           | 684             | 544              | 17 975     |
| Précipitations (mm)                   | 50,9             | 46               | 46,6             | 48,8            | 61,9            | 58,1           | 59,4          | 54,2           | 54             | 58,5            | 56,3            | 63,2             | 657,9      |

### Milieux naturels et biodiversité
Aucun espace naturel présentant un intérêt patrimonial n'est recensé sur la commune dans l'inventaire national du patrimoine naturel,,.

## Urbanisme

### Typologie
Au 1er janvier 2024, Voisenon est catégorisée ceinture urbaine, selon la nouvelle grille communale de densité à sept niveaux définie par l'Insee en 2022.
Elle est située hors unité urbaine. Par ailleurs la commune fait partie de l'aire d'attraction de Paris, dont elle est une commune de la couronne,. Cette aire regroupe 1 929 communes,.

### Lieux-dits, écarts et quartiers
Le village est peu étendu et concentré autour de la mairie à l’intersection de la route de Melun et la route départementale 82. Un écart au sud-est intègre les anciens moulins et une ferme, complété aujourd’hui par le cimetière.

### Occupation des sols
En 2018, le territoire de la commune se répartit en 63,8 % de terres arables, 19,5 % de forêts et 16,8 % de zones urbanisées.

### Voies de communication et transports
La commune est traversée d’est en ouest par la route départementale 82 qui démarre à l’est à l’intersection avec la route départementale 471 qui marque en partie la frontière avec Rubelles. À proximité du village, se trouve l’échangeur de Vert-Saint-Denis sur la route nationale 105, au nord passent l’autoroute A5 avec la gare de péage des Éprunes et la LGV Sud-Est. La gare la plus proche est cependant la gare de Melun desservie par la ligne D du RER, la ligne R du Transilien, le TER Bourgogne-Franche-Comté et la ligne Paris-Nevers d'Intercités. La commune est située à vingt-sept kilomètres de l’aéroport Paris-Orly et cinquante de Paris-Charles-de-Gaulle mais seulement quatre kilomètres des pistes de la base aérienne de Melun-Villaroche, appelée à évoluer vers l’aviation d'affaires et légère. La ligne A du réseau de bus Grand Melun dispose de quatre stations en centre-village, communs à la ligne G et la ligne O qui a pour terminus l’institut Nazareth. S’ajoute la ligne 47 du réseau de bus Provinois - Brie et Seine qui s’arrête au centre-village.

### Logement
En 2016, le nombre total de logements dans la commune était de 438  (dont 97,7 % de maisons et 1,8 % d’appartements).
Parmi ces logements, 94,4 %  étaient des résidences principales, 1,6 % des résidences secondaires et 4 %  des logements vacants.
La part des ménages propriétaires de leur résidence principale s’élevait à 91,9 % contre 6,7 % de locataires.

## Toponymie
La première mention du nom de Voisenon remonte au XIIe siècle alors qu’était fondé l’abbaye du Jard en 1194 sur la commune voisine de Vert-Saint-Denis. Le mot est formé à partir de l’appellation « Voye de Senon », devenu Voysenon. Voye de Senon désignait la voie romaine allant de Sens (capitale des Sénons) à Boulogne-sur-Mer.

## Histoire

### Les origines
L’étymologie du lieu indique probablement une présence gauloise sur le site du village sans qu’il n’en reste de traces certifiées.

### Fief et comté

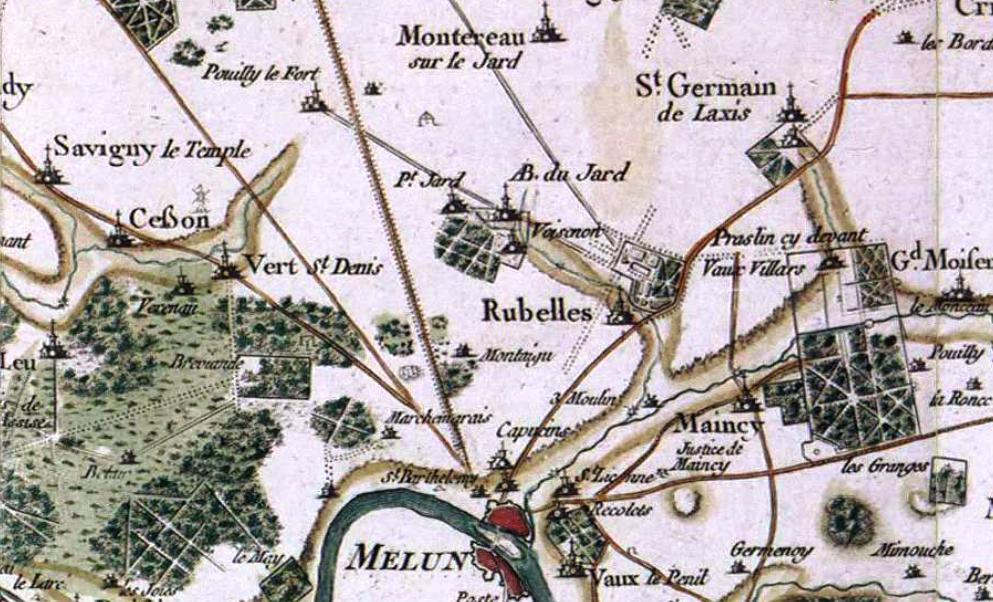
Carte de Voisenon selon Cassini.

La première mention du lieu intervint au XIIe siècle. Au Moyen Âge, Voisenon était le fief de la famille Fusée de Voisenon qui portait le titre de comte, attaché au domaine royal.
À la fin du XIe siècle, Louis VI le Gros implanta au lieu-dit Montaigu une léproserie dotée d’une chapelle dédiée à Saint-Lazare. Au XIIe siècle, son successeur Louis VII le Jeune y fit bâtir un palais pour son épouse Adèle de Champagne qui elle-même avait implanté entre 1199 et 1204, dans la commune voisine de Vert-Saint-Denis, l’abbaye du Jard-la-Reine-lez-Melun. L’abbatiale consacrée à Saint-Jean-Baptiste passait alors pour être le « Saint-Denis des comtes de Melun ». En 1203, la reine invita les religieux de l’abbaye de l'Annonciation de Pacy à s’installer dans l’abbaye du Jard.
Au XVIIe siècle fut construit dans le style Louis XIII le château de Voisenon par les seigneurs du lieu qui étaient alors des gentilshommes à la cour. Au XVIIIe siècle, Claude-Henri de Fusée de Voisenon, abbé du Jard, s’illustra par ses écrits et fut élu le 4 décembre 1762 au fauteuil numéro 13 de l’Académie française.

### La chute
Les Fusée de Voisenon perdirent le domaine en 1790 et 1791 lors de la vente des châteaux et de l’abbaye le 10 décembre 1790 comme bien national. C’est un certain Jacques Duverger qui acquit le domaine du Jard le 4 janvier 1791 et entama la destruction de l’abbaye, de l’église et du cimetière et ce jusqu’en 1794, sans que Jeanne-Geneviève-Henriette de Champion-Cicé, nièce du député constituant Jérôme Champion de Cicé, puisse les sauver. La paroisse fut alors rattachée à celle de Saint-Barthélemy de Melun puis en 1801 à celle de Rubelles.
De 1815 à 1830, le château de Voisenon fut reconstruit dans un style néoclassique. En 1887, la marquise des Ligneris, propriétaire du château de Voisenon y installa une institution de jeunes filles.

### Histoire contemporaine
Le 28 janvier 1928, Madame Jomini vendit le domaine du Jard à Henri Williams Jurgen, homme d'affaires président de la jeune société Unilever.
En 1930, les religieuses de Nazareth s’installèrent au château de Voisenon jusqu’en 1940 où il fut occupé par l’occupant allemand. Le collège repris son activité en 1944.
En 1949, ce fut au tour du château du Jard d’être cédé à l’association des paralysés de France qui y installa un lycée technique de réadaptation pour handicapés moteur.

## Politique et administration

### Politique locale
Voisenon est rattachée administrativement au Canton de Melun représenté par les conseillers départementaux, Denis Jullemier et Nathalie Beaulnes-Sereni (LR) et à la première circonscription de Seine-et-Marne représentée par la députée Aude Luquet (MoDem). Le maire actuel est Julien Aguin (UDI), il est assisté par trois adjoints, onze conseillers complètent le conseil municipal élu au scrutin de liste majoritaire, la commune ayant plus de mille habitants. L’Insee lui attribue le code 77 2 18 528. Un conseil municipal des enfants participent à la vie de la communauté. La commune adhère en outre avec treize autres voisines à la communauté d'agglomération Melun Val de Seine à laquelle sont déléguées les compétences de développement économique, aménagement du territoire, infrastructures et environnement. Le SMiTOM est chargé de la collecte et du traitement des ordures ménagères.
En 2008, la commune disposait d’un budget de 799 000 euros dont 633 000 euros de fonctionnement et 166 000 euros d’investissement, financés pour 44,08 % par les impôts locaux, la même année la dette municipale s’élevait à 224 000 euros. En 2008, les taux d’imposition communaux s’élevaient à 15,66 % pour la taxe d'habitation, 15,71 % et 50,50 % pour la taxe foncière (bâti et non bâti) et 14,27 % pour la taxe professionnelle fixée par l’intercommunalité. L’organisation juridictionnelle rattache les justiciables de Voisenon aux tribunaux d’instance, de grande instance, de commerce et conseil de prud’hommes de Melun, tous liés à la cour d'appel de Paris. L’administration postale applique le code postal 77950, commun avec cinq autres municipalités alentour. En 2007, sur les trois cent quarante-huit habitations, la commune ne disposait d’aucun logement social sur son territoire, elle échappe cependant aux directives et sanctions de la loi SRU, puisque comptant moins de mille cinq cents habitants.

### Liste des maires
| Période                                  | Période | Identité                 | Étiquette | Qualité |
| ---------------------------------------- | ------- | ------------------------ | --------- | --- |
| Les données manquantes sont à compléter. |         |                          |           | |
| 1971                                     | 1995    | Jean Guillou (1935-2019) | RPR       | Journaliste |
| 1995                                     | 2008    | Bernard Fournier (1953-) | App. UMP  | Agriculteur Vice-président de CAMVS chargé de l'Environnement |
| 2008                                     | 2014    | Jacques Leloup (1950-)   | DVD       | Entrepreneur Vice-président de CAMVS chargé de l'Emploi |
| 2014                                     | 2020    | Marc Savino (1948-)      | UDI-NC    | Imprimeur à la retraite Vice-président de CAMVS chargé de la Politique de l'emploi |
| 2020                                     | 2026    | Julien Aguin (1989-)     | UDI       | Collaborateur de cabinet Conseiller municipal d'opposition (2014-2020) Vice-président de CAMVS chargé du Développement économique (2020 → 2024) puis Développement économique, Emploi et Insertion (2024 → en cours) Président de Mission Emploi-Insertion Melun Val de Seine (2023 → en cours) Membre du bureau de l'AMRF de Seine-et-Marne (2020 → 2023) puis Vice-président (2023 → en cours) Membre du Comité directeur de l'AMF de Seine-et-Marne (2020 → en cours) Suppléant de Denis Jullemier, Conseiller départemental du Canton de Melun (2021 → en cours) |

### Tendances et résultats politiques
Au vu des derniers résultats politiques, les électeurs voisenonais sont marqués par une tendance au vote centre droit ou droite avec une prédominance à suivre les choix nationaux. En 2002, la vague bleue intervint aussi à Voisenon avec l’élection du député Yves Jégo mais un vote plus important pour le candidat Jean-Marie Le Pen qu’au niveau national (18,01 % contre 17,79 %). Les élections régionales et européennes de 2004 ont vu la victoire des têtes de liste socialistes suivies de peu par l’UMP pour la région et l’UDF au scrutin européen. En 2007, lors de l’élection présidentielle, la candidate Ségolène Royal obtint dix points de moins qu’au plan national (46,94 %) et sept qu’au plan départemental (43,74 %) tandis que le député fut largement réélu avec 68,20 % des voix sur la commune. En 2008, le candidat socialiste Jacky Laplace, élu au premier tour sur le canton n’obtint pas la majorité dans la commune mais devançait cependant nettement le candidat de la majorité gouvernementale. Le vote traditionaliste récurrent dans les villages se retrouve néanmoins lors des référendums d’intérêt européen, les Voisenonais ayant largement rejeté le Traité de Rome tandis qu’ils avaient en 1992 approuvés le Traité de Maastricht à 57,52 %.

#### Élections présidentielles, résultats des deuxièmes tours
- Élection présidentielle de 2002 : 81,99 % pour Jacques Chirac (RPR), 18,01 % pour Jean-Marie Le Pen (FN), 83,31 % de participation[50].
- Élection présidentielle de 2007 : 63,24 % pour Nicolas Sarkozy (UMP), 36,76 % pour Ségolène Royal (PS), 88,49 % de participation[51].
- Élection présidentielle de 2012 : 59,08 % pour Nicolas Sarkozy (UMP), 40,92 % pour François Hollande (PS), 85,65 % de participation[52].
- Élection présidentielle de 2017 : 59,39 % pour Emmanuel Macron (REN), 40,61 % pour Marine Le Pen (RN), 72,95 % de participation.
- Élection présidentielle de 2022 : 56,07 % pour Emmanuel Macron (REN), 43,93 % pour Marine Le Pen (RN), 75,91 % de participation.

#### Élections législatives, résultats des deuxièmes tours
- Élections législatives de 2002 : 53,68 % pour Yves Jégo (UMP), 46,32 % pour Danièle Chazarenc (PS), 60,02 % de participation[53].
- Élections législatives de 2007 : 68,20 % pour Yves Jégo (UMP), 31,80 % pour Sami Naïr (DVG), 60,00 % de participation[54].
- Élections législatives de 2012 : 60,46 % pour Jean-Claude Mignon (UMP), 39,54 % pour Lionel Walker (PS), 59,62 % de participation[55].
- Élections législatives de 2017 : 52,89 % pour Denis Jullemier (LR), 47,11 % pour Aude Luquet (Modem), 43,61% de participation.
- Élections législatives de 2022 : 59,07 % pour Aude Luquet (Modem), 40,93 % pour Arnaud Saint-Martin (LFI), 45,64% de participation.

#### Élections européennes, résultats des deux meilleurs scores
- Élections européennes de 2004 : 23,85 % pour Harlem Désir (PS), 14,08 % pour Marielle de Sarnez (UDF), 43,30 % de participation[56].
- Élections européennes de 2009 : 34,69 % pour Michel Barnier (UMP), 16,07 % pour Daniel Cohn-Bendit (Europe Écologie), 47,97 % de participation[57].
- Élections européennes de 2014 : 31,27 % pour Marine Le Pen (RN), 23,57 % pour Jean-François Copé (UMP), 46,38 % de participation.
- Élections européennes de 2019 : 26,79 % pour Jordan Bardella (RN), 20,09 % pour Nathalie Loiseau (Renaissance), 54,14 % de participation.

#### Élections régionales, résultats des deux meilleurs scores
- Élections régionales de 2004 : 46,91 % pour Jean-Paul Huchon (PS), 37,82 % pour Jean-François Copé (UMP), 69,84 % de participation[58].
- Élections régionales de 2010 : 50,13 % pour Jean-Paul Huchon (PS), 49,87 % pour Valérie Pécresse (UMP), 49,94 % de participation[59].
- Élections régionales de 2015 : 44,32 % pour Valérie Pécresse (UD), 28,13 % pour Wallerand De Saint-Just (RN), 59,31 % de participation.
- Élections régionales de 2021 : 53,67 % pour Valérie Pécresse (UD), 18,53 % pour Jordan Bardella (RN), 35,64 % de participation.

#### Élections cantonales, résultats des deuxièmes tours
- Élections cantonales de 2001 : données manquantes.
- Élections cantonales de 2008 : 49,91 % pour Jacky Laplace (PS), 33,33 % pour Fabien Fournier (UMP), 68,01 % de participation[60].

#### Élections municipales, résultats des deuxièmes tours
- Élections municipales de 2001 : données manquantes.
- Élections municipales de 2008 : 322 voix pour Fabrice Braouezec, 320 voix pour Agnès Caillol, 44,94 % de participation[61].

#### Élections référendaires
- Référendum de 2000 relatif au quinquennat présidentiel : 67,74 % pour le Oui, 32,26 % pour le Non, 32,52 % de participation[62].
- Référendum de 2005 relatif au traité établissant une Constitution pour l’Europe : 54,19 % pour le Non, 45,81 % pour le Oui, 79,42 % de participation[63].

### Services publics
La commune ne dispose pas de représentation du service public sur son territoire. Sa sécurité est assurée par les effectifs de police de la circonscription de sécurité publique Melun-Val de Seine, par la police intercommunale de la Communauté d'agglomération Melun Val de Seine et par le Centre de secours des sapeurs-pompiers de Melun.

### Jumelages
Une comité de jumelage sous forme associative baptisé "Voisenon Sans Frontières" a été créé le 25 avril 2023 avec le soutien du maire, Julien Aguin.

## Population et société

### Démographie
Les habitants sont appelés les Voisenonais.

#### Évolution démographique
L'évolution du nombre d'habitants est connue à travers les recensements de la population effectués dans la commune depuis 1793. Pour les communes de moins de 10 000 habitants, une enquête de recensement portant sur toute la population est réalisée tous les cinq ans, les populations de référence des années intermédiaires étant quant à elles estimées par interpolation ou extrapolation. Pour la commune, le premier recensement exhaustif entrant dans le cadre du nouveau dispositif a été réalisé en 2007.

En 2022, la commune comptait 1 169 habitants, en évolution de +4,28 % par rapport à 2016 (Seine-et-Marne : +3,92 %, France hors Mayotte : +2,11 %).
| 1793 | 1800 | 1806 | 1821 | 1831 | 1836 | 1841 | 1846 | 1851 |
| ---- | ---- | ---- | ---- | ---- | ---- | ---- | ---- | ---- |
| 330  | 387  | 364  | 339  | 389  | 360  | 380  | 351  | 375  |

| 1856 | 1861 | 1866 | 1872 | 1876 | 1881 | 1886 | 1891 | 1896 |
| ---- | ---- | ---- | ---- | ---- | ---- | ---- | ---- | ---- |
| 365  | 369  | 345  | 325  | 340  | 361  | 375  | 368  | 335  |

| 1901 | 1906 | 1911 | 1921 | 1926 | 1931 | 1936 | 1946 | 1954 |
| ---- | ---- | ---- | ---- | ---- | ---- | ---- | ---- | ---- |
| 320  | 279  | 267  | 351  | 303  | 344  | 366  | 381  | 601  |

| 1962 | 1968 | 1975 | 1982 | 1990 | 1999  | 2006  | 2007  | 2012  |
| ---- | ---- | ---- | ---- | ---- | ----- | ----- | ----- | ----- |
| 424  | 433  | 592  | 816  | 948  | 1 027 | 1 111 | 1 108 | 1 008 |

| 2017  | 2022  | - | - | - | - | - | - | - |
| ----- | ----- | - | - | - | - | - | - | - |
| 1 133 | 1 169 | - | - | - | - | - | - | - |

Bien qu’intégré à l’agglomération parisienne et à l’agglomération melunaise, Voisenon est aujourd’hui encore un village. Lors du premier recensement des personnes en 1793, il ne comptait que trois cent trente habitants, évoluant peu pendant un siècle, avec quelques pics en 1831 à trois cent quatre-vingt-neuf résidents avant une chute puis une remontée dans les dix années qui suivirent. Comptant trois cent soixante neuf Voisenonais en 1861, le village souffrit comme la province de l’attrait de la capitale et perdit régulièrement des habitants pour tomber à trois cent vingt-cinq en 1872, chute accentuée par les pertes de la guerre de 1870. Repartie à la hausse jusqu’en 1886, la courbe démographique s’infléchit à nouveau pour atteindre le point le plus bas à deux cent soixante sept résidents en 1911, suivant une évolution cahoteuse jusqu’à 1931 où elle repartit à la hausse pour atteindre six cent une âmes en 1954. Une forte chute intervint, ne restant en 1962 que quatre-cent vingt-quatre habitants. La construction successive de lotissements pavillonnaire en périphérie de Melun permit enfin à la commune de gagner en importance, totalisant mille vingt-sept habitants en 1999 et mille cent onze lors du recensement de 2006. En 1999, 4,9 % des résidents étaient étrangers.

#### Pyramide des âges
En 2018, le taux de personnes d'un âge inférieur à 30 ans s'élève à 35,4 %, soit en dessous de la moyenne départementale (39,6 %). À l'inverse, le taux de personnes d'âge supérieur à 60 ans est de 23,7 % la même année, alors qu'il est de 19,9 % au niveau départemental.
En 2018, la commune comptait 588 hommes pour 552 femmes, soit un taux de 51,58 % d'hommes, largement supérieur au taux départemental (48,69 %).
Les pyramides des âges de la commune et du département s'établissent comme suit.
| Hommes | Classe d’âge | Femmes |
| ------ | ------------ | ------ |
| 0,0    | 90 ou +      | 0,4    |
| 6,4    | 75-89 ans    | 6,5    |
| 15,3   | 60-74 ans    | 19,0   |
| 21,5   | 45-59 ans    | 22,4   |
| 17,7   | 30-44 ans    | 20,1   |
| 16,4   | 15-29 ans    | 15,2   |
| 22,6   | 0-14 ans     | 16,5   |

| Hommes | Classe d’âge | Femmes |
| ------ | ------------ | ------ |
| 0,4    | 90 ou +      | 1,2    |
| 4,9    | 75-89 ans    | 6,5    |
| 13,6   | 60-74 ans    | 14,3   |
| 20,2   | 45-59 ans    | 19,8   |
| 20,1   | 30-44 ans    | 20,6   |
| 19,2   | 15-29 ans    | 17,9   |
| 21,7   | 0-14 ans     | 19,7   |

### Enseignement
En 1971, la commune s’est associé à sa voisine de Montereau-sur-le-Jard dans un regroupement pédagogique intercommunal, l’école Constant Duport de Voisenon accueille les élèves de la petite section maternelle au CE1, les enfants vont ensuite à Montereau jusqu’au CM2. Ces deux écoles sont rattachées à l’académie de Créteil. Les élèves sont ensuite dirigés vers les collèges et lycées de Melun,. Deux établissements scolaires sont en outre installés sur la commune : le collège privé sous contrat catholique de Nazareth et le centre de réadaptation du Jard, propriété de l’association des paralysés de France.

### Santé
Aucun établissement de santé ou praticien n’est installé sur la commune. Le centre hospitalier Marc Jacquet de Melun est le plus proche, il traite les pathologies et urgences.

### Sports
Deux associations sportives organisent la pratique sur la commune. Une plaine de jeux fait office de stade pour les habitants.

### Lieux de culte
Voisenon est rattachée au diocèse de Meaux. Elle ne dispose pas d’église sur son territoire mais une association met à disposition l’orangerie du château qui prend l’appellation de chapelle Saint Jean-Baptiste.

## Économie

### Revenus de la population et fiscalité
En 2018, le nombre de ménages fiscaux de la commune était de 431, représentant 1162 personnes et la  médiane du revenu disponible par unité de consommation  de 28 420 euros.

### Emploi
En 2017 , le nombre total d’emplois dans la zone était de 293, occupant 525 actifs  résidants.
Le taux d'activité de la population (actifs ayant un emploi) âgée de 15 à 64 ans s'élevait à 73,5 % contre un taux de chômage de 4,5 %.
Les 22 % d’inactifs se répartissent de la façon suivante : 11 % d’étudiants et stagiaires non rémunérés, 6,1 % de retraités ou préretraités et 4,8 % pour les autres inactifs.

### Entreprises et commerces
En 2018, le nombre d'établissements actifs était de 67 dont 7 dans l’industrie manufacturière, industries extractives et autres, 11 dans la construction, 12 dans le commerce de gros et de détail, transports, hébergement et restauration, 3 dans l’information et communication, 2 dans les activités financières et d'assurance, 4 dans les activités immobilières, 21 dans les activités spécialisées, scientifiques et techniques et activités de services administratifs et de soutien, 2 dans l’administration publique, enseignement, santé humaine et action sociale et 5  étaient relatifs aux autres activités de services.
En 2019,  17 entreprises ont été créées sur le territoire de la commune, dont 11 individuelles.
Au 1er janvier 2020, la commune ne disposait pas d’hôtel et de terrain de camping.

## Culture locale et patrimoine

### Patrimoine environnemental
Bien que situé en périphérie directe de Melun, huit dixièmes du territoire communal ont conservé leur caractère rural, dont deux cent vingt-et-un hectares consacrés à l’agriculture et soixante trois hectares boisés dans les parcs des châteaux de Voisenon et du Jard au sud-ouest.

### Patrimoine architectural

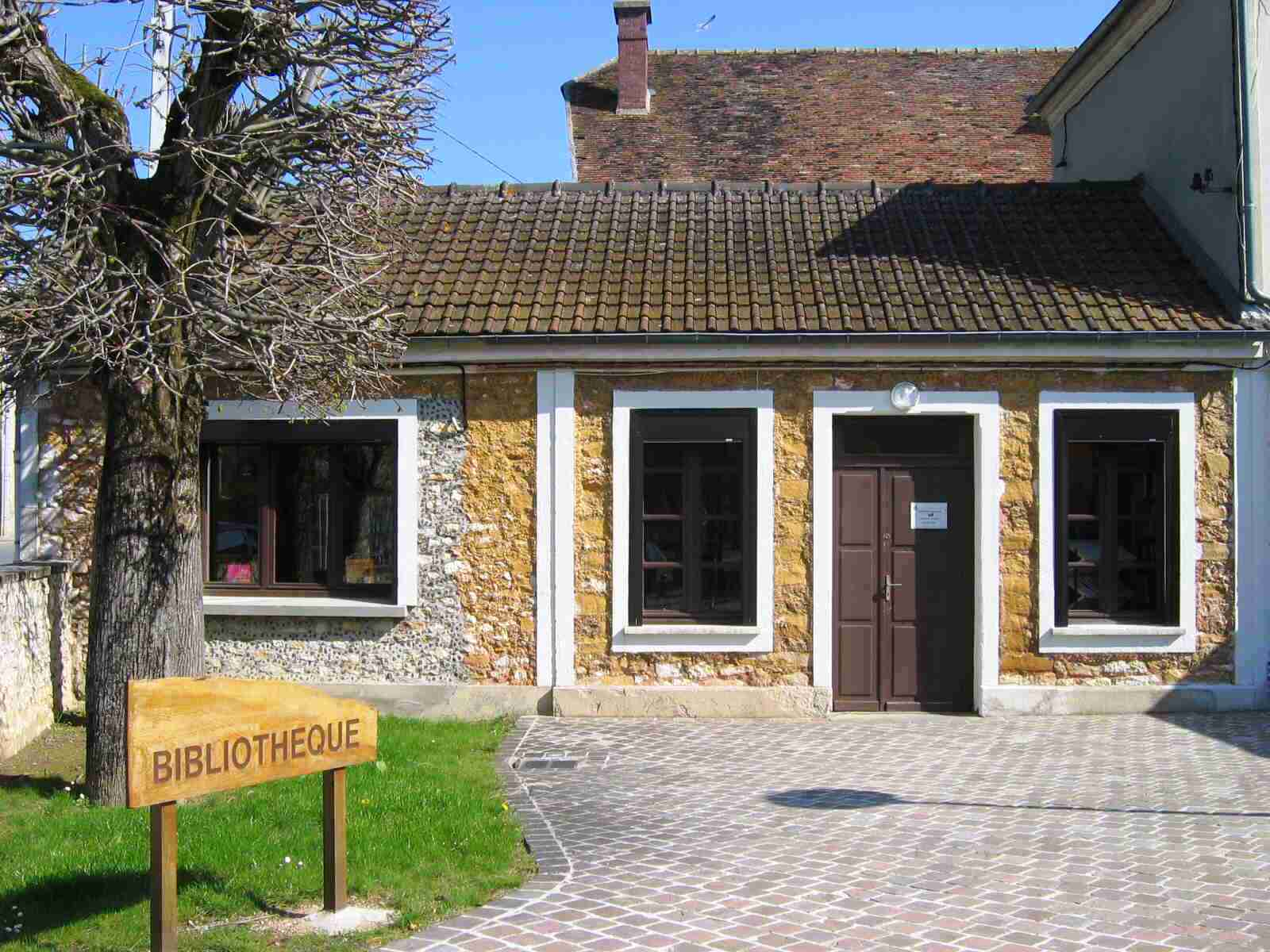
La bibliothèque.

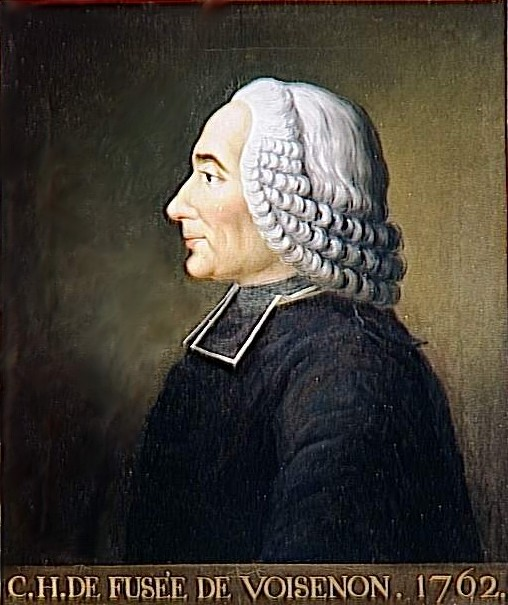
Claude-Henri de Fusée de Voisenon.

Le patrimoine architectural de Voisenon est principalement composé de deux châteaux. Le plus ancien, le château du Jard fut construit sur l’ancien domaine de l’abbaye du Jard du XIIe et XIIIe siècle, il en a conservé les façades de style Louis XIII. Son parc inventorié en 1991 est agrémenté d’une ancienne crypte, d’un pont de pierre, une glacière souterraine et de deux Sphinx. Le second édifice, le château de Voisenon remonte lui au XVIIIe siècle et fut remanié dans un style néoclassique sous la Restauration. Son parc fut lui aussi inventorié en 1995, l’ancienne orangerie est aujourd’hui devenue la chapelle du village.

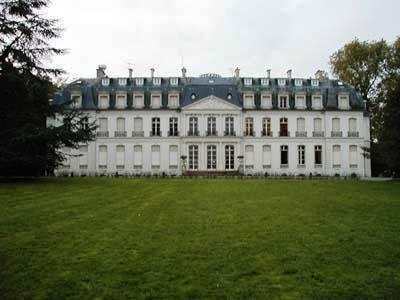
Le château de Voisenon.
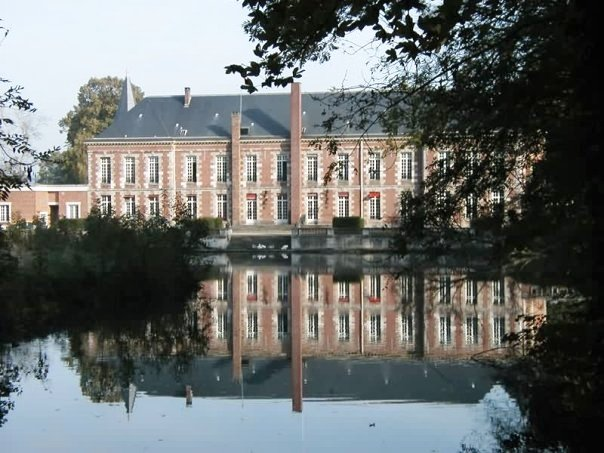
Le château du Jard.
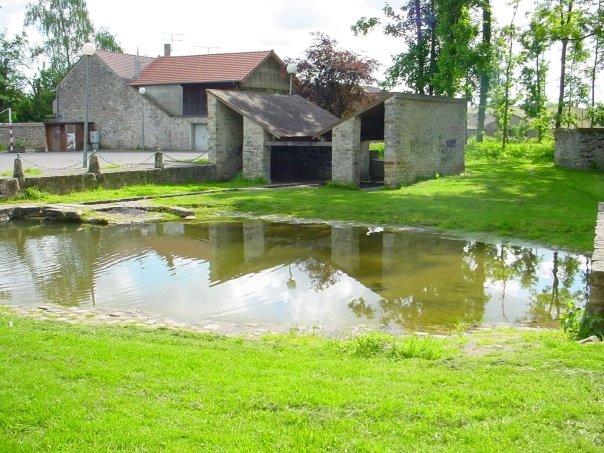
Le lavoir.

### Équipements culturels
La commune dispose sur son territoire d’une bibliothèque. Cinq associations dont Familles rurales organisent l’animation culturelle de la commune.

### Personnalités liées à la commune
Différents personnages publics sont nés, décédés ou ont vécu à Voisenon :
- Adèle de Champagne (1140-1206), reine de France, y résida à l'abbaye du Jard ;
- Claude-Henri de Fusée de Voisenon (1708-1775), abbé, homme de lettres et  académicien au fauteuil 13, y est né et mort ;
- Anna Gavalda (1970-), écrivaine, y enseigne ;
- Granndi Ngoyi (1988-), footballeur y réside.

### Héraldique
| Blason de Voisenon | Les armes de Voisenon se blasonnent : De gueules aux trois fusées d'or accolées en fasce, chaussé arrondi parti, au un d'azur à une fleur de lys d'or, au deux aussi d'azur semé de fleurs de lys aussi d’or, aux trois fasces ondées d'argent brochantes sur le semé, qui est du département de Seine-et-Marne. Le V central est l'initiale de la commune, les trois fusées sont reprises du blason des comtes de Voisenon, la fleur de lys à gauche rappelle la naissance du roi Philippe Auguste dans l'abbaye royale du Jard-la-Reine-lez-Melun à proximité du territoire de la commune et la partie droite est reprise du blason du département de Seine-et-Marne. |